# Ulf Iacobæus
Ulf Erik Iacobæus, född 30 januari 1918 i Stockholm, död 2 oktober 1979, var en svensk läkare.
Iacobæus, som var son till professor Hans Christian Jacobæus och Anna Carlquist, avlade studentexamen i Stockholm 1936, blev medicine kandidat 1940, medicine licentiat 1945 samt medicine doktor och docent i invärtes medicin vid Karolinska Institutet 1957. Han var underläkare vid medicinska kliniken och polikliniken på Karolinska sjukhuset 1945 och 1946, blev förste underläkare vid medicinska kliniken 1947, biträdande överläkare vid medicinska avdelningen på Södertälje lasarett 1957, överläkare där 1967 och på Danderyds sjukhus 1972. Han publicerade skrifter inom sulfaterapi och hematologi.